# Leon Goretzka
Leon Cristoph Goretzka (Bochum, 6 februari 1995) is een Duits voetballer die doorgaans als middenvelder speelt. Hij verruilde Schalke 04 in juli 2018 transfervrij voor FC Bayern München. Goretzka debuteerde in 2014 in het Duits voetbalelftal.

## Clubcarrière

### VfL Bochum
Goretzka werd op zesjarige leeftijd opgenomen in de jeugdopleiding van VfL Bochum. Hij debuteerde op 4 augustus 2012 in het eerste elftal tijdens een wedstrijd in de 2. Bundesliga tegen Dynamo Dresden. Hij scoorde bij zijn debuut de gelijkmaker, waarna Bochum met 2-1 won. Hij groeide op zijn zeventiende uit tot basisspeler bij VfL Bochum en kwam dat seizoen 32 speelronden in actie.

### Schalke 04
Goretzka tekende in juni 2013 een vijfjarig contract bij Schalke 04. Hiervoor speelde hij in de volgende vijf seizoenen 116 wedstrijden in de Bundesliga. Nadat hij voor de winterstop van het seizoen 2013/14 voornamelijk invaller was, veroverde hij begin 2014 een basisplaats. Hij kwam dat seizoen ook voor het eerst uit in de UEFA Champions League. Een dijbeenblessure opgelopen tijdens een vriendschappelijke wedstrijd voorafgaand aan het seizoen 2014/15, kostte hem tot maart 2015 om te herstellen. Goretzka groeide in het seizoen 2015/16 onder coach André Breitenreiter opnieuw uit tot basisspeler, waarna hij in 2016/17 onder Markus Weinzierl een sleutelspeler binnen het team werd. Hij eindigde in het seizoen 2017/18 met Schalke op de tweede plaats in de Bundesliga. Dat was de beste prestatie van de club in de vijf jaar dat hij deel uitmaakte van het team. Goretzka zelf maakte in zijn laatste halfjaar niet zijn prettigste periode bij Schalke mee. Nadat in januari 2018 bekend werd dat hij de club na afloop van het seizoen transfervrij zou verlaten voor Bayern München, keerden een deel van de supporters en clubleiding zich tegen hem. Hij weigerde eerder om bij te tekenen bij Schalke om zo gratis weg te kunnen.

### Bayern München
Goretzka tekende in januari 2018 een contract van 1 juli 2018 tot en met medio 2022 bij Bayern München. Dat kon hem op die manier transfervrij inlijven, omdat zijn contract bij Schalke afliep. Hij maakte op 12 september in de DFL-Supercup 2018 zijn debuut voor de club met een prijs, Eintracht Frankfurt werd namelijk met 0-5 verslagen. Zes dagen later gaf hij in de beker tegen SV Drochtersen/Assel zijn eerste assist voor de club. Op 1 september scoorde hij tegen VfB Stuttgart zijn eerste doelpunt voor zijn nieuwe club. Hij veroverde onder coach Niko Kovač aan het begin van het seizoen een basisplaats. Goretzka won in zijn eerste jaar met Bayern het landskampioenschap en de nationale beker. Hij kwam in zijn eerste seizoen tot 42 wedstrijden, waarin hij negen goals maakte en zeven assists gaf.
In zijn tweede seizoen won hij met Bayern de treble: het landskampioenschap, de beker en de UEFA Champions League. Hij speelde negentig minuten mee in de met 4-2 gewonnen bekerfinale en speelde in de CL-finale tegen Paris Saint-Germain FC opnieuw de hele wedstrijd. Een maand later scoorde hij in de UEFA Super Cup tegen Sevilla FC de gelijkmaker, waarna Bayern na verlenging met 2-1 won.
Op 27 februari 2021 gaf Goretzka tegen 1. FC Köln een hattrick aan assists, op doelpunten van Eric Maxim Choupo-Moting, Robert Lewandowski en Serge Gnabry. Dat seizoen werd hij voor de derde keer op rij kampioen van Duitsland. Ook de twee seizoenen erop werd Goretzka met Bayern kampioen van de Bundesliga.
Op 26 september 2023 stond Goretzka in de beker tegen SC Preußen Münster als centrumverdediger opgesteld naast rechtsback Noussair Mazraoui door blessureleed van de centrale verdedigers Matthijs de Ligt, Dayot Upamecano en Kim Min-jae. Bayern won met 4-0 en Goretzka was goed voor een assist. Op 29 november stond Goretzka in de Champions League tegen FC Kopenhagen opnieuw centraal achterin naast Upamecano. Ook toen kreeg Goretzka geen tegengoals te verwerken. Op 9 maart 2024 was Goretzka goed voor twee goals en twee assists in een 8-1 overwinning op 1. FSV Mainz 05. 

## Clubstatistieken
| Seizoen     | Club           | Competitie    | Competitie | Competitie | Competitie | Beker | Beker | Beker | Internationaal | Internationaal | Internationaal | Totaal | Totaal | Totaal |
| Seizoen     | Club           | Competitie    | Wed.       | Dlp.       | Ass.       | Wed.  | Dlp.  | Ass.  | Wed.           | Dlp.           | Ass.           | Wed.   | Dlp.   | Ass.   |
| ----------- | -------------- | ------------- | ---------- | ---------- | ---------- | ----- | ----- | ----- | -------------- | -------------- | -------------- | ------ | ------ | ------ |
| 2012/13     | VfL Bochum     | 2. Bundesliga | 32         | 4          | 5          | 4     | 0     | 3     | —              | —              | —              | 36     | 4      | 8      |
| Club Totaal | Club Totaal    | Club Totaal   | 32         | 4          | 5          | 4     | 0     | 3     | 0              | 0              | 0              | 36     | 4      | 8      |
| 2013/14     | Schalke 04     | Bundesliga    | 25         | 4          | 1          | 2     | 1     | 0     | 5              | 0              | 0              | 32     | 5      | 1      |
| 2014/15     | Schalke 04     | Bundesliga    | 10         | 0          | 0          | 0     | 0     | 0     | 1              | 0              | 0              | 11     | 0      | 0      |
| 2015/16     | Schalke 04     | Bundesliga    | 25         | 1          | 4          | 2     | 1     | 0     | 7              | 0              | 1              | 34     | 2      | 5      |
| 2016/17     | Schalke 04     | Bundesliga    | 30         | 5          | 4          | 2     | 0     | 0     | 9              | 3              | 1              | 41     | 8      | 5      |
| 2017/18     | Schalke 04     | Bundesliga    | 26         | 4          | 4          | 3     | 0     | 1     | —              | —              | —              | 29     | 4      | 5      |
| Club Totaal | Club Totaal    | Club Totaal   | 116        | 14         | 13         | 9     | 2     | 1     | 22             | 3              | 2              | 147    | 19     | 16     |
| 2018/19     | Bayern München | Bundesliga    | 30         | 8          | 5          | 6     | 1     | 2     | 6              | 0              | 0              | 42     | 9      | 7      |
| 2019/20     | Bayern München | Bundesliga    | 24         | 6          | 9          | 6     | 1     | 1     | 8              | 1              | 1              | 38     | 8      | 11     |
| 2020/21     | Bayern München | Bundesliga    | 24         | 5          | 6          | 0     | 0     | 0     | 8              | 3              | 2              | 32     | 8      | 8      |
| 2021/22     | Bayern München | Bundesliga    | 19         | 3          | 3          | 2     | 0     | 0     | 6              | 0              | 0              | 27     | 3      | 3      |
| 2022/23     | Bayern München | Bundesliga    | 27         | 3          | 2          | 4     | 1     | 0     | 9              | 2              | 4              | 40     | 6      | 6      |
| 2023/24     | Bayern München | Bundesliga    | 23         | 4          | 8          | 2     | 0     | 1     | 7              | 0              | 0              | 32     | 4      | 9      |
| Club Totaal | Club Totaal    | Club Totaal   | 147        | 29         | 33         | 20    | 3     | 4     | 44             | 6              | 7              | 211    | 38     | 44     |
| TOTAAL      | TOTAAL         | TOTAAL        | 295        | 47         | 51         | 33    | 5     | 8     | 66             | 9              | 9              | 394    | 61     | 68     |

Bijgewerkt tot en met 3 april 2024.

## Interlandcarrière
Goretzka speelde tien interlands voor Duitsland –16 en zeventien voor Duitsland –17. Onder leiding van bondscoach Joachim Löw maakte hij op dinsdag 13 mei 2014 zijn debuut in het Duits voetbalelftal in een oefeninterland tegen Polen (0–0), net als Christian Günter, Oliver Sorg, Shkodran Mustafi, Antonio Rüdiger, Sebastian Rudy, Christoph Kramer, André Hahn, Max Meyer, Maximilian Arnold, Kevin Volland en Sebastian Jung. In juni 2017 nam Goretzka met Duitsland deel aan de FIFA Confederations Cup 2017, die werd gewonnen door in de finale Chili te verslaan (1–0). Op het toernooi maakte hij zijn eerste drie interlanddoelpunten, waaronder twee in de halve finale tegen Mexico.
Goretzka maakte eveneens deel uit van de Duitse selectie, die onder leiding van bondscoach Joachim Löw deelnam aan het WK 2018 in Rusland. Daar werd Die Mannschaft voortijdig uitgeschakeld. De ploeg strandde voor het eerst sinds het wereldkampioenschap 1938 in de groepsfase, na nederlagen tegen Mexico (0–1) en Zuid-Korea (0–2). In groep F werd alleen van Zweden (2–1) gewonnen. Goretzka speelde mee in een van de drie groepswedstrijden, maar werd voortijdig naar de kant gehaald.

## Erelijst
| UEFA Champions League | 1x | 2019/20                                     |
| UEFA Super Cup        | 1x | 2020                                        |
| FIFA Club World Cup   | 1x | 2020                                        |
| Bundesliga            | 5x | 2018/19, 2019/20, 2020/21, 2021/22, 2022/23 |
| DFB-Pokal             | 2x | 2018/19, 2019/20                            |
| DFL-Supercup          | 2x | 2018, 2021                                  |

| Competitie             | Winnaar   | Winnaar   | Runner-up | Runner-up | Derde     | Derde     |
| Competitie             | Aantal    | Jaren     | Aantal    | Jaren     | Aantal    | Jaren     |
| Duitsland              | Duitsland | Duitsland | Duitsland | Duitsland | Duitsland | Duitsland |
| ---------------------- | --------- | --------- | --------- | --------- | --------- | --------- |
| Confederations Cup     | 1x        | 2017      |           |           |           |           |
| Duits olympisch elftal |           |           |           |           |           |           |
| Olympische Spelen      |           |           | 1x        | 2016      |           |           |
| Duitsland onder 17     |           |           |           |           |           |           |
| Europees kampioen –17  |           |           | 1x        | 2012      |           |           |

1 Neuer  ·
2 Upamecano ·
3 Kim ·
6 Kimmich ·
7 Gnabry ·
8 Goretzka ·
9 Kane ·
10 Sané ·
11 Coman ·
15 Dier ·
16 Palhinha ·
17 Olise ·
18 Peretz ·
19 Davies ·
21 Ito ·
22 Guerreiro ·
23 Boey ·
24 Vidović ·
25 Müller ·
26 Ulreich ·
27 Laimer ·
28 Buchmann ·
40 Urbig ·
42 Musiala ·
44 Stanišić ·
45 Pavlović ·
Coach: Kompany
· Assistent-coach: Danks
1 Horn ·
2 Toljan ·
3 Klostermann ·
4 Ginter ·
5 Süle ·
6 S. Bender ·
7 Meyer ·
8 L. Bender ·
9 Selke ·
10 Goretzka  ·
11 Brandt ·
12 Huth ·
13 Max ·
14 Bauer ·
15 Christiansen ·
16 Prömel ·
17 Gnabry ·
18 Petersen ·
22 Oelschlägel ·
Coach: Hrubesch
1 Trapp ·
2 Mustafi ·
3 Hector ·
4 Ginter ·
5 Plattenhardt ·
6 Henrichs ·
7 Draxler  ·
8 Goretzka ·
9 Wagner ·
10 Demirbay ·
11 Werner ·
12 Leno ·
13 Stindl ·
14 Emre Can ·
15 Younes ·
16 Rüdiger ·
17 Süle ·
18 Kimmich ·
20 Brandt ·
21 Rudy ·
22 Ter Stegen ·
Coach: Löw
1 Neuer  ·
2 Plattenhardt ·
3 Hector ·
4 Ginter ·
5 Hummels ·
6 Khedira ·
7 Draxler ·
8 Kroos ·
9 Werner ·
10 Özil ·
11 Reus ·
12 Trapp ·
13 Müller ·
14 Goretzka ·
15 Süle ·
16 Rüdiger ·
17 Boateng ·
18 Kimmich ·
19 Rudy ·
20 Brandt ·
21 Gündoğan ·
22 Ter Stegen ·
23 Gómez ·
Coach: Löw
1 Neuer  ·
2 Rüdiger ·
3 Halstenberg ·
4 Ginter ·
5 Hummels ·
6 Kimmich ·
7 Havertz ·
8 Kroos ·
9 Volland ·
10 Gnabry ·
11 Werner ·
12 Leno ·
13 Hofmann ·
14 Musiala ·
15 Süle ·
16 Klostermann ·
17 Neuhaus ·
18 Goretzka ·
19 Sané ·
20 Gosens ·
21 Gündoğan ·
22 Trapp ·
23 Can ·
24 Koch ·
25 Müller ·
26 Günter ·
Coach: Löw
1 Neuer  ·
2 Rüdiger ·
3 Raum ·
4 Ginter ·
5 Kehrer ·
6 Kimmich ·
7 Havertz ·
8 Goretzka ·
9 Füllkrug ·
10 Gnabry ·
11 Götze ·
12 Trapp ·
13 Müller ·
14 Musiala ·
15 Süle ·
16 Klostermann ·
17 Brandt ·
18 Hofmann ·
19 Sané ·
20 Günter ·
21 Gündoğan ·
22 Ter Stegen ·
23 Schlotterbeck ·
24 Adeyemi ·
25 Bella-Kotchap ·
26 Moukoko ·
Coach: Flick